# CRRC Zhuzhou Locomotive
A Zhuzhou Electrical Locomotive Works (株洲电力机车 Csucsou Dianli Csicsö (Zhūzhōu Diànlì Jīchē)) egy kínai villamosmozdony-gyártó vállalat. A cég 1994-től a China National Railway Locomotive & Rolling Stock Industry Corporation, 2002-től a CSR Group, 2007-től a CSR Corporation, majd 2015 óta annak utódvállalata, a CRRC része.

## Termékek
- Shaoshan sorozatú villamosmozdony
  - SS1
  - SS3
  - SS4
  - SS5
  - SS6 - SS6B
  - SS8
  - SS9
- nagysebességű vonatok
  - DJJ1 "Blue Arrow" (vonófej)
  - DJJ2 "China Star" (vonófej)
- VVVF control villamos mozdonyokhoz
  - DJ "Gofront"
  - DJ1
  - DJ2 "Olympic Stars"
  - HXD1
- Exportált termékek
  - TM1 (Irán)
  - TM2 (Irán)
  - O'zbekiston (Üzbegisztán)
  - KZ4A (Kazahsztán)
  - KZ4Ac (Kazahsztán)